# Бюджетна система України
Бюдже́тна систе́ма Украї́ни — складається з державного бюджету України та місцевих бюджетів. До місцевих бюджетів належать бюджети обласні, районні бюджети, бюджети районів у містах та бюджети місцевого самоврядування. Бюджетами місцевого самоврядування є бюджети територіальних громад сіл, селищ, міст та їх об'єднань.
Під порушенням законодавства про бюджетну систему в Україні — діянням, яке передбачає кримінальну відповідальність — розуміється використання службовою особою бюджетних коштів усупереч їх цільовому призначенню або в обсягах, що перевищують затверджені межі видатків, а так само недотримання вимог щодо пропорційного скорочення видатків бюджету чи пропорційного фінансування видатків бюджетів усіх рівнів, як це встановлено чинним бюджетним законодавством, якщо предметом цих діянь були бюджетні кошти у великих розмірах.